# Летованци
Летованци су насељено место у саставу града Сиска, у Банији, Република Хрватска.

## Историја
Летованци су се од распада Југославије до августа 1995. године налазили у Републици Српској Крајини. До нове територијалне организације у Хрватској место је припадало бившој великој општини Петриња.

## Становништво
| Националност       | 1991.       |
| Хрвати             | 75 (91,46%) |
| Срби               | 0           |
| Југословени        | 1 (1,21%)   |
| остали и непознато | 6 (7,31%)   |
| Укупно             | 82          |